# Sc Heerenveen (piłka nożna kobiet)
Sc Heerenveen – holenderski klub piłki nożnej kobiet, mający siedzibę w mieście Heerenveen, na północy kraju, występujący od sezonu 2007/08 w rozgrywkach Vrouwen Eredivisie, a w latach 2012–2015 w nowo powstałej, transgranicznej lidze Belgii i Holandii (BeNe League).

## Historia
Chronologia nazw:
- 2007: Sc Heerenveen

Kobieca drużyna piłkarska Sc Heerenveen została założona w Heerenveen w 2007 roku jako kobieca sekcja klubu Sc Heerenveen i była jedną z pierwszych profesjonalnych holenderskich klubów piłkarskich.
W sezonie 2007/08 drużyna startowała w pierwszych profesjonalnych rozgrywkach Vrouwen Eredivisie. W debiutowym sezonie zespół zajął ostatnie szóste miejsce, jednak pozostał w lidze. W kolejnych dwóch sezonach zespół również był szóstym w tabeli. W sezonie 2010/11 awansował na czwartą pozycję, ale już w sezonie 2011/12 spadł na ostatnią 7.lokatę. W sezonach 2012/13, 2013/14 i 2014/15 rozgrywana była Women's BeNe League, w której doszło do połączenia belgijskiej First Division i holenderskiej Eredivisie. Drużyna w sezonie 2013/14 zajęła końcowe czwarte miejsce, ale otrzymała brązowe medale mistrzostw Holandii, tak jak była trzecią najlepszą drużyną holenderską w zjednoczonej lidze. Od sezonu 2015/16 ponownie rozgrywano osobne mistrzostwa Holandii w Vrouwen Eredivisie. Zespół znów zajmował szóstą pozycje w kolejnych dwóch sezonach. Dopiero w sezonie 2017/18 osiągnął swój najlepszy wynik, zdobywając trzecie miejsce ligowe. W sezonie 2019/20 był czwartym w tabeli, jednak z powodu pandemii COVID-19 sezon został przerwany i nie dokończony.

## Barwy klubowe, strój, herb, hymn
|  |  |

Klub ma barwy niebiesko-białe. Piłkarki domowe spotkania zazwyczaj grają w niebieskich koszulkach z pionowymi białymi pasami, białych spodenkach oraz czarnych getrach.

## Sukcesy

### Trofea międzynarodowe
Do chwili obecnej klub jeszcze nigdy nie zakwalifikował się do rozgrywek europejskich.

### Trofea krajowe
| \| \| Zdobyte trofea w rozgrywkach Holandii (stan na: 31-05-2023) \| |                                                             |      |                  |
| Rozgrywki                                                            | Osiągnięcie                                                 | Razy | Sezon(y)         |
| Mistrzostwo                                                          | I miejsce                                                   | 0    |                  |
| Mistrzostwo                                                          | II miejsce                                                  | 0    |                  |
| Mistrzostwo                                                          | III miejsce                                                 | 2    | 2013/14, 2017/18 |
| Puchar                                                               | zdobywca                                                    | 0    |                  |
| Puchar                                                               | finalista                                                   | 1    | 2010/11          |
| II liga                                                              | I miejsce                                                   | 0    |                  |
| II liga                                                              | II miejsce                                                  | 0    |                  |
| II liga                                                              | III miejsce                                                 | 0    |                  |
| Holandia                                                             | Zdobyte trofea w rozgrywkach Holandii (stan na: 31-05-2023) |      |                  |

## Poszczególne sezony

### Rozgrywki międzynarodowe

#### Europejskie puchary
Nie uczestniczył w rozgrywkach europejskich.

### Rozgrywki krajowe
| \| Holandia \| Bilans występów klubu w rozgrywkach piłkarskich Holandii (Stan na 31 maja 2023 r.) \| \| |                                                                                    |        |       |   |   |   |    |    |     |            |        |        |      |
| Poziom                                                                                                  | Rozgrywki                                                                          | Sezony | Mecze | Z | R | P | B+ | B– | Pkt | Lata       | Awanse | Spadki | Naj. |
| I | Hoofdklasse / Eredivisie                                                           | 16     |       |   |   |   |    |    |     | od 2007/08 | 0      | 0      | 3    |
| II | Topklasse                                                                          | 0      |       |   |   |   |    |    |     |            |        |        |      |
| III | Hoofdklasse                                                                        | 0      |       |   |   |   |    |    |     |            |        |        |      |
| | Puchar Holandii                                                                    | 15     |       |   |   |   |    |    |     | od 2007/08 | 0      | 0      | 2    |
| Holandia                                                                                                | Bilans występów klubu w rozgrywkach piłkarskich Holandii (Stan na 31 maja 2023 r.) |        |       |   |   |   |    |    |     |            |        |        |      |

## Piłkarki, trenerzy, prezydenci i właściciele klubu

### Trenerzy
- 2007–2009:  Harry Sinkgraven
- 2009–2011:  Rick Mulder
- 2011–2012:  Peter Meindertsma
- 2012:  Maarten de Jong
- 2012–2015:  Jessica Torny
- 2015–2016:  Fred de Boer
- 2016–2017:  Jan Schulting
- 2017–2022:  Roeland ten Berge
- od 07.2022:  Hans Schrijver

## Struktura klubu

### Stadion
Drużyna rozgrywa swoje mecze domowe w Heerenveen na stadionie Sportpark Skoatterwâld, który może pomieścić 3.000 widzów.

## Kibice i rywalizacja z innymi klubami

### Derby
- SC Cambuur
- FC Groningen